# 賀陳旦

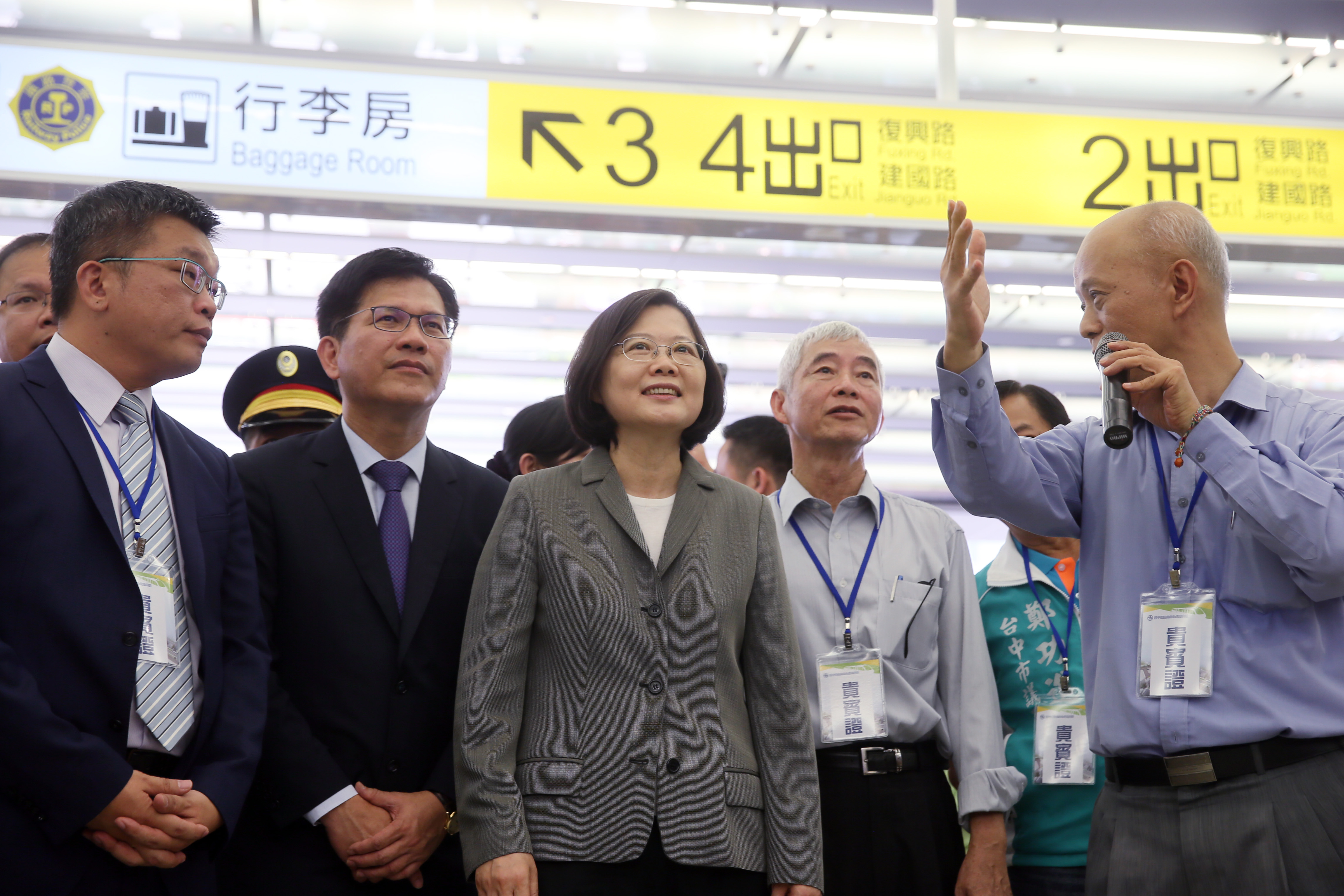
高架化後の台中駅で総統の蔡英文に説明する林佳龍（台中市長）と賀陳旦（2016年10月）

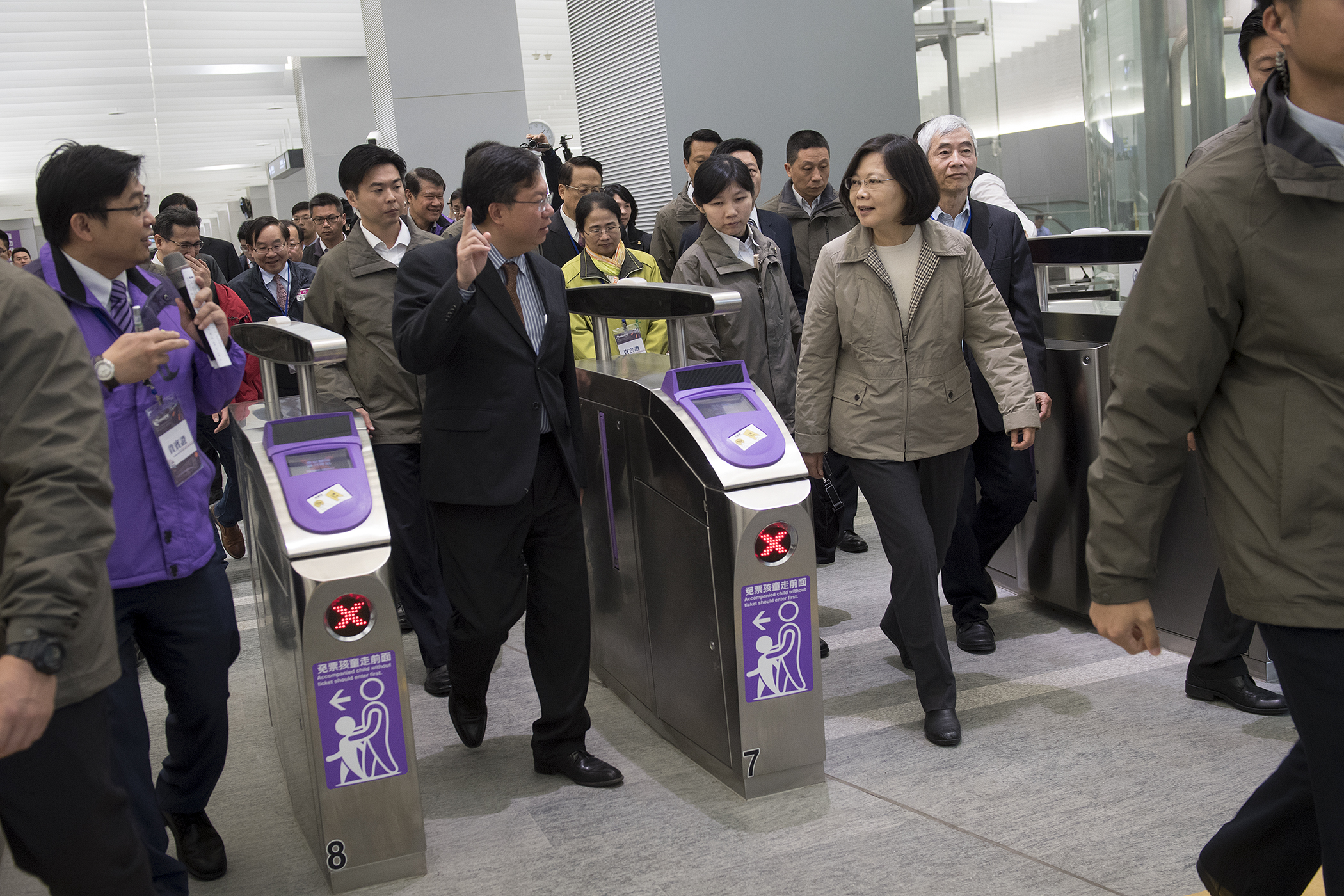
桃園機場捷運開業直前に桃園市長の鄭文燦、総統とともに視察を行う賀陳旦（2017年1月）

賀陳 旦（がちん たん、1950年12月6日 - ）は中華民国（台湾）の土木工学者、交通・通信官僚。2016年5月20日より約2年間中華民国交通部部長として蔡英文政権林全・頼清徳両内閣に入閣。

## 家族
国立成功大学建築系の教員で延平郡王祠の再建、赤崁楼の修復などに尽力した賀陳詞の元に生まれる。兄弟に同じく馬英九政権下で国家科学委員会（現中華民国科学技術部）副主任委員（2012-2013）を歴任し、現在は国立清華大学校長を務める機械工学者の賀陳弘がいる。本籍（祖籍）は馬と同じく中国湖南省衡陽市。妻との間に一男一女。

## 学歴
- 国立台南第一高級中学
- 国立中興大学土木工程学士
- 米国バージニア工科大学都市計画（Master of Urban and Regional Planning）修士

## 職歴
- 台北市政府捷運工程局副処長（1991年4月 - 1992年9月）
- 鼎漢国際工程顧問公司シニア副総経理、総経理（1992年9月 - 1995年6月）
- 台北市政府交通局（中国語版）局長（1995年6月 - 1998年12月）
- 中華民国交通部政務次長（2000年5月 - 2001年9月）
- 中華民国総統府「国土保育・開発諮問委員会」委員兼執行長
- 中華電信董事長（2003年1月 - 2008年8月）[2][3]
- 財団法人台湾生態工法発展基金会董事長（2007年7月 - ）
- 台北捷運公司董事長（2015年1月 - 2016年5月）[4]
- 悠遊卡公司董事長（2015年9月 - 2016年5月。兼任）
- 中華民国交通部部長（2016年5月20日 - 2018年7月15日[5]）

陳水扁政権下で交通部の政務次長として抜擢され、2003年には毛治国の後を継いで中華電信董事長に就任、2008年8月19日に呂学錦と交代するまでの約5年間、固定回線、長距離通話、無線通信の競争力強化と民営化に向けたIPO、組織改革、光通信とそれを利用した「中華電信MOD）」（NTTのひかりTVに似た有線多チャンネルマルチメディア放送）を推進した。また労組の中華電信工会がストライキで上場民営化に抵抗するなか、外部との対話を絶やさず民営化（上場後も政府が筆頭株主）に漕ぎ着けた、陳水扁から馬英九への政権交代を機に半ば追われるように退任となったが、その手腕と専門性は外部からも高く評価されるようになった。
2015年に台北捷運公司董事長に転身。任期中は日本の俳優北村豊晴も出演した映画「台北愛情捷運」シリーズで撮影用の特別列車を走らせるなど、全面協力した。翌年4月に林全内閣での入閣が内定すると、共に台北市の交通行政を担ってきた市長の柯文哲も支持を表明、祝福のコメントを寄せた。

## 施政
交通部長としてのものを記載する。

### 道路行政
2016年5月22日、端午節における高速道路（国道）の夜間無料施策を突然取り消し、立法委員で争議となった。6月9日、終日料金徴収になったにもかかわらず大渋滞が発生し批判を浴びた。これに対し今後はリアルタイム渋滞情報の拡充を図ると謝意は示したものの、燃油価格が下がったため自動車で近場に出かける市民が多かったことで予測が外れたこと、逆に大気汚染や国家資源の負担になることを理由に、今後も継続することが国家のためになるとした。
Uberに対しては一貫して強硬姿勢を示している
同年7月19日に桃園市で発生した観光バスの炎上事故を受けて、全国の観光バス事業者が保有する17,000台あまりに対し、安全対策の調査を指示。
また、2017年2月13日、台北市の北宜高速公路南港交流道で発生した観光バスの事故を受けて、運転士の1日当たり乗務距離に上限を設け、長距離の日帰りツアー禁止に乗り出した。
同年5月より、台湾における運転免許試験で路上教習を義務化を施行。

### 鉄道行政
台北捷運公司出身の技術畑ということもあり、前政権から一向に開業の見通しが立たなかった桃園機場捷運では交通部官僚や沿線市政府職員を中心に大衆捷運法の規定に関わらず暫定ダイヤでの開業前倒しを急ぐ声が多かったが、そういった雑音を封じて第三者委員会による問題解決を図り、基準クリアを見届けたうえで、無事に2017年3月の正式開業に漕ぎ着けた。
1週間で最低1日の休日を義務付ける台湾の改正労働法（一例一休）公布は、交通部管轄の官民事業者に例外なく適用されるはずだったが、台湾鉄路管理局における乗務員、運転士、保線作業従事者への適用が見送られ、極端なシフト勤務で苦しむ職員（台鐵工会）の反発を招いている。
行政院農業委員会林務局が運営するものの、経営難が続く阿里山森林鉄路の交通部（台湾鉄路管理局）への完全移管については否定的である。
前瞻基礎建設計画で多くの鉄道路線新設計画にゴーサインを出しているが、台湾高速鉄道の屏東延伸については、建設費回収の面で積極的ではない。
国定古蹟となった台北機廠について、文化部と共同で鉄道博物館としての再生を推進。

### 航空行政
監督官庁の長として、就任1年目からチャイナエアライン乗務員のストライキによる欠航、Vエア・復興航空の破綻、台湾桃園国際空港の浸水事件などに対処している。また、国際民間航空機関（ICAO）への台湾の参加を引き続き国際社会に訴えている。

### 人事
桃園市観光バス炎上事故、桃園国際空港浸水事件、台湾鉄路管理局の労使問題と相次ぐ事故などを受けて、台鉄局長だった周永暉を交通部観光局局長に抜擢するなど、観光局・公路総局・民用航空局など9部局で大幅な局長人事改造を行い、評判通りの大胆な手腕をみせた。